# SkyMapper
SkyMapper — полностью автоматизированный широкоугольный оптический телескоп диаметром 1,35 м (4,4 фута) в обсерватории Сайдинг-Спринг на севере Нового Южного Уэльса, Австралия. Это один из телескопов Исследовательской школы астрономии и астрофизики Австралийского национального университета (ANU). Телескоп имеет компактную модифицированную конструкцию Кассегрена с большим вторичным зеркалом диаметром 0,69 м, что даёт ему очень широкое поле зрения: его единственный специализированный инструмент, камера формирования изображений с разрешением 268 миллионов пикселей, может фотографировать 5,7 квадратных градусов неба. Камера имеет шесть светофильтров, которые охватывают диапазон волн от ультрафиолетового до ближнего инфракрасного диапазона.
Телескоп SkyMapper был построен для проведения обзора южного неба, в рамках которого в течение пяти лет в шести спектральных фильтрах SkyMapper было несколько раз получено изображение всего южного неба. Этот обзор аналогичен Слоановскому цифровому обзору неба Северного полушария. Он имеет ряд преимуществ, включая временной охват, более точные измерения свойств звёзд и охват больших частей плоскости Галактики.
Телескоп и его камера были построены ANU в качестве преемника Большого Мельбурнского телескопа на горе Стромло после того, как этот телескоп сгорел во время пожара в Канберре в 2003 году. В 2009 году его торжественно открыли министр Ким Карр и губернатор Нового Южного Уэльса Мари Башир. Проект исследования финансируется Австралийским исследовательским советом через различные гранты. Проект также стал финалистом конкурса The Australian’s 2011 Innovation Challenge.

## Телескоп

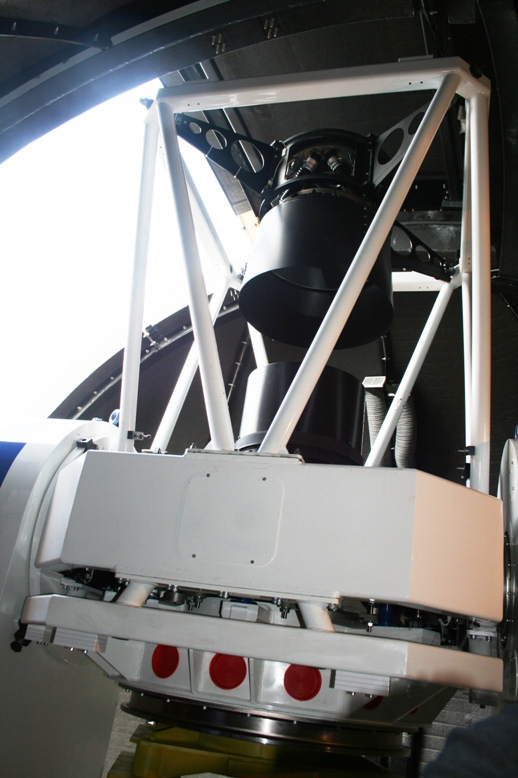
SkyMapper с открытым куполом.

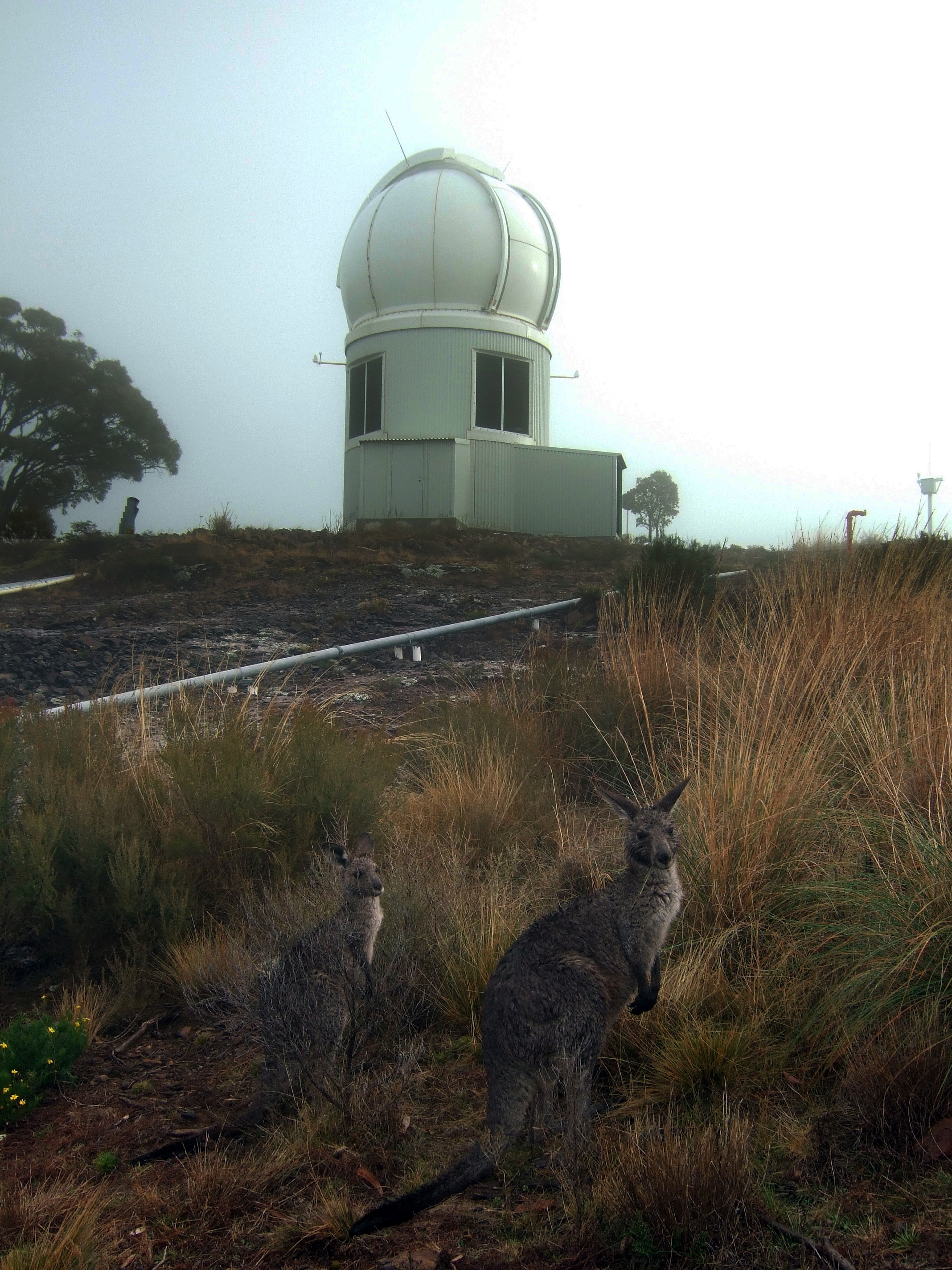
Сайдинг-Спринг находится на территории Национального парка Варрумбунгл, и вокруг телескопов часто встречаются дикие животные.

Телескоп и его купол были изготовлены компанией Electro Optics Systems из Канберры. Поскольку телескоп имеет альт-азимутальную монтировку, его купол компактный и плотный: минимальный зазор при движении телескопа составляет около 4 см.

## Камера и фильтры
Камера представляет собой мозаику из 32 ПЗС-чипов, каждый из которых имеет разрешение 2k x 4k пикселей, расположенных в массиве 4 x 8.
Шесть фильтров, используемых для наблюдений, установлены в фотометрической системе, частично схожей с системой Слоановского обзора, чтобы облегчить сравнение двух наборов наблюдений. Эти схожие фильтры — полосы пропускания видимого и ближнего инфракрасного диапазонов, названные g, r, i и z. SkyMapper имеет дополнительные, отличительные ультрафиолетовые фильтры, подобный системе Стрёмгрена u и уникальный узкий v вблизи 4000Å. Эти два фильтра фиксируют бальмеровский скачок спектров звёзд и позволяют исследованию обнаружить популяцию бедных металлами звёзд в пределах Млечного Пути.

## Данные
Данные о звёздах, галактиках и астероидах, наблюдаемых в ходе исследования (ожидается, что их будет около миллиарда), будут извлечены из каждого изображения и сделаны общедоступными через форму запроса в Интернете. Основной набор данных исследования будет храниться и обрабатываться в суперкомпьютерном комплексе ANU.
Звезда SMSS J031300.36-670839.3, одна из старейших известных звёзд во Вселенной, была обнаружена группой под руководством астрономов Австралийского национального университета в начале 2014 года.